# تشيانغ تشن
تشيانغ تشن (بالصينية: 蔣震) هو شخصية أعمال صيني، ولد في 29 أغسطس 1923 في هيزي في الصين.